# Amity (Arkansas)
Amity è una città nella Contea di Clark, nello Stato americano dell'Arkansas. Nel censimento del 2010 aveva una popolazione di 723 abitanti e una densità abitativa di 85,19 abitanti per km².

## Geografia fisica
Amity si trova alle coordinate 34°15′58″N 93°17′50″W.
Amity ha una superficie totale di 8,49 km² dei quali 8,49 sono di terra ferma e 0,00 km² sono di acqua.